# یان روستام
یان روستام (ارمنی: Յան Ռուստամ؛ ۱۷۶۲ – ۲۱ ژوئن ۱۸۳۵) یک نقاش و پرتره‌نگار ارمنی‌تبار که در مشترک‌المنافع لهستان–لیتوانی زندگی و فعالیت می‌کرد. 

## زندگی‌نامه
وی در ۱۷۶۲ در کنستانتینوپل به دنیا آمد . از شاگردان برجسته وی می‌توان تاراس شوچنکو را نام برد. وی برای سال‌های متمادی استاد دانشگاه ویلنا و دانشگاه ویلینوس بود.  وی در ۲۱ ژوئن ۱۸۳۵ در سن ۷۳ سالگی درگذشت.

## پرتره‌های برگزیده

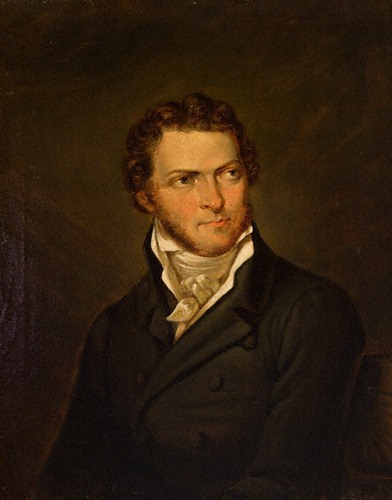
Michał Józef Römer
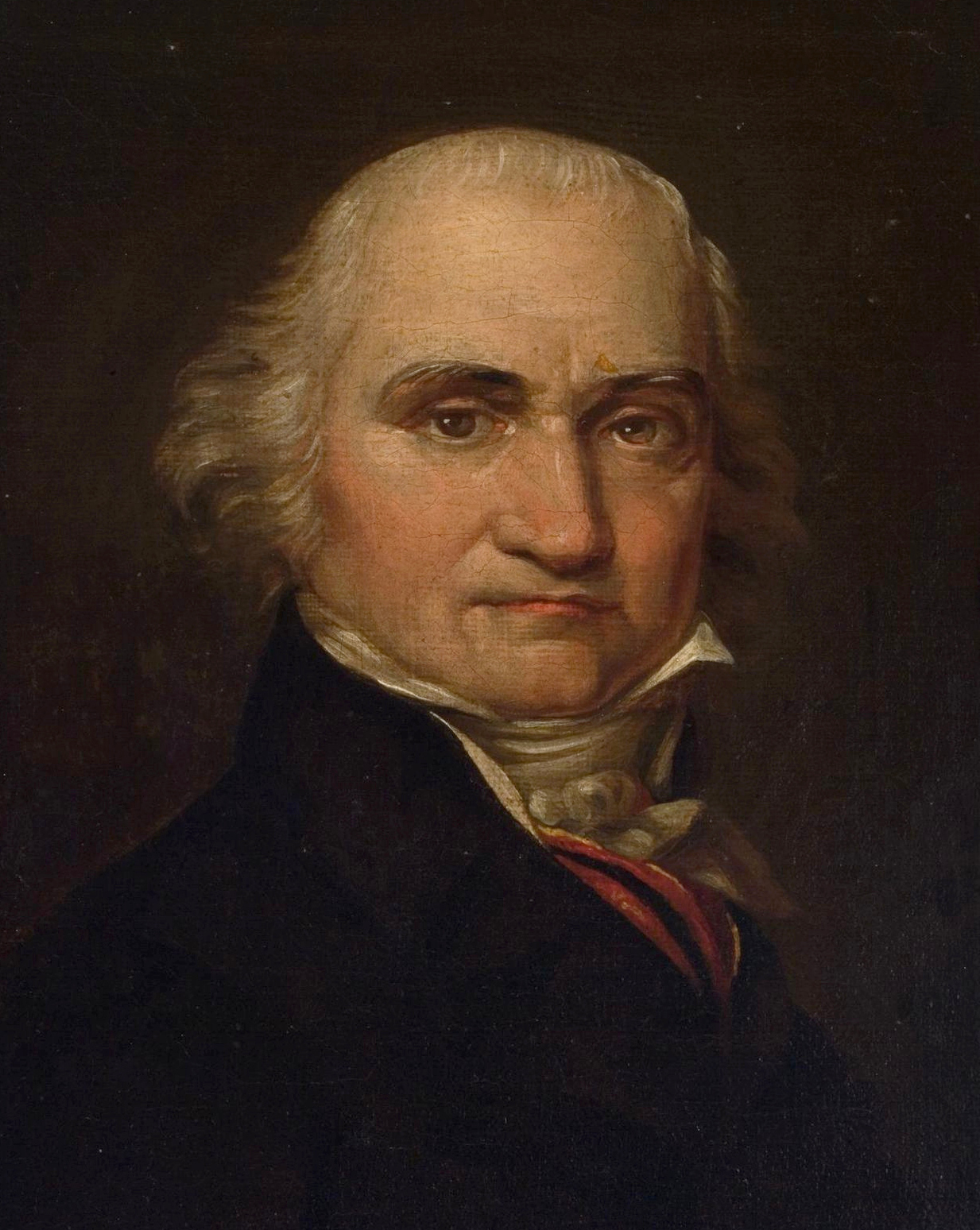
Jan Śniadecki
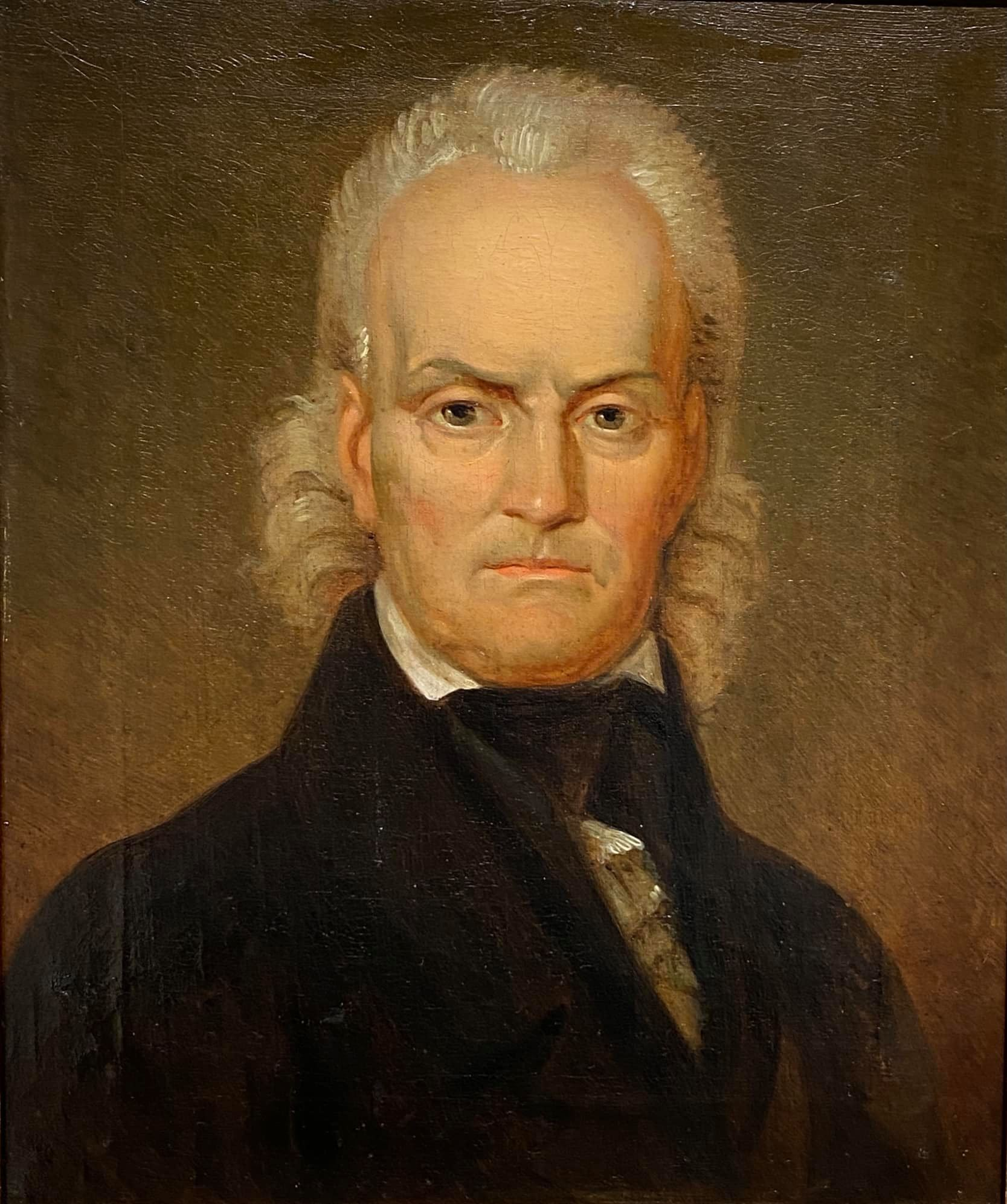
Stanisław Bonifacy Jundziłł
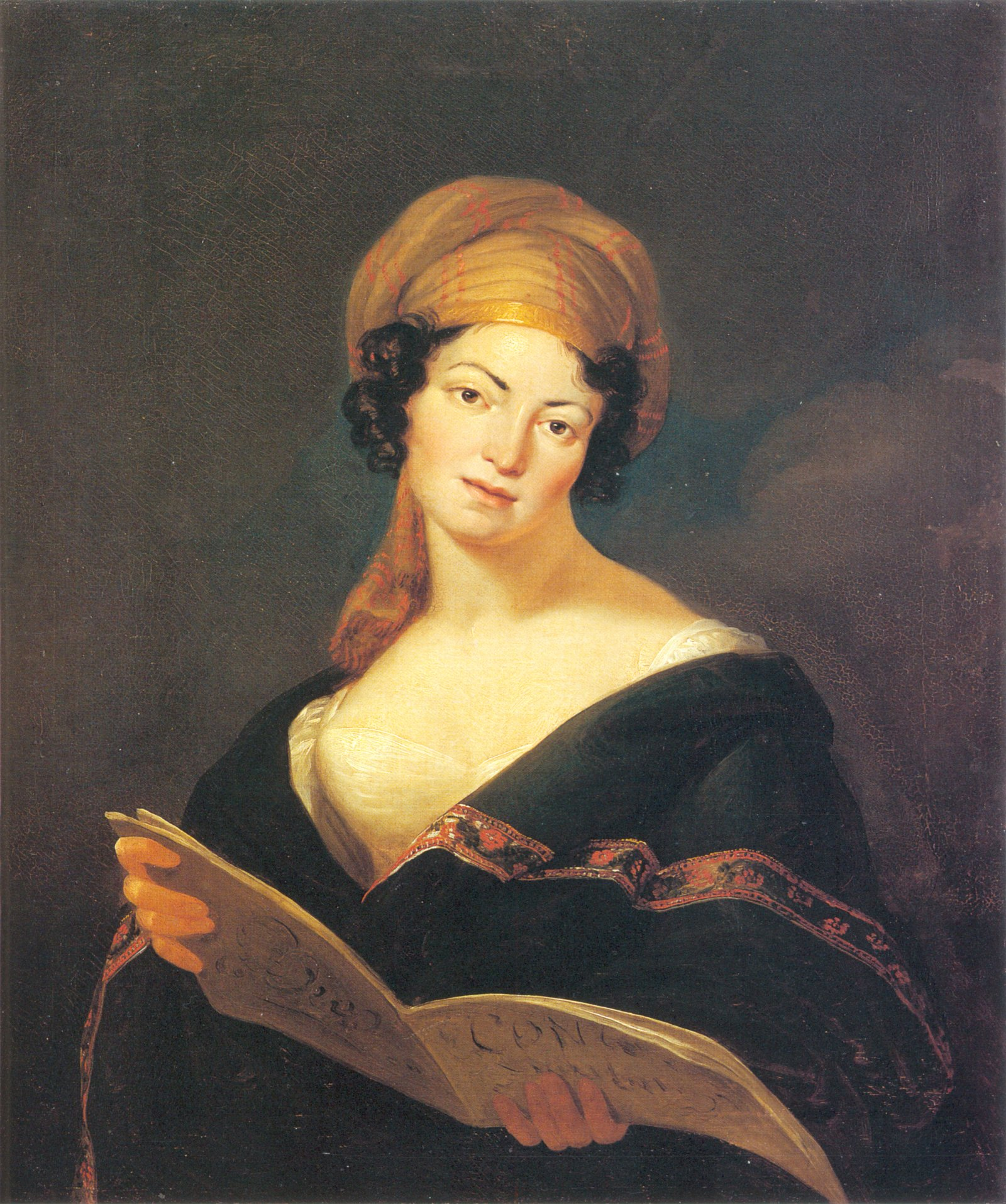
Krystyna Frank, همسر دکتر Józef Frank